# Landgericht Stenico

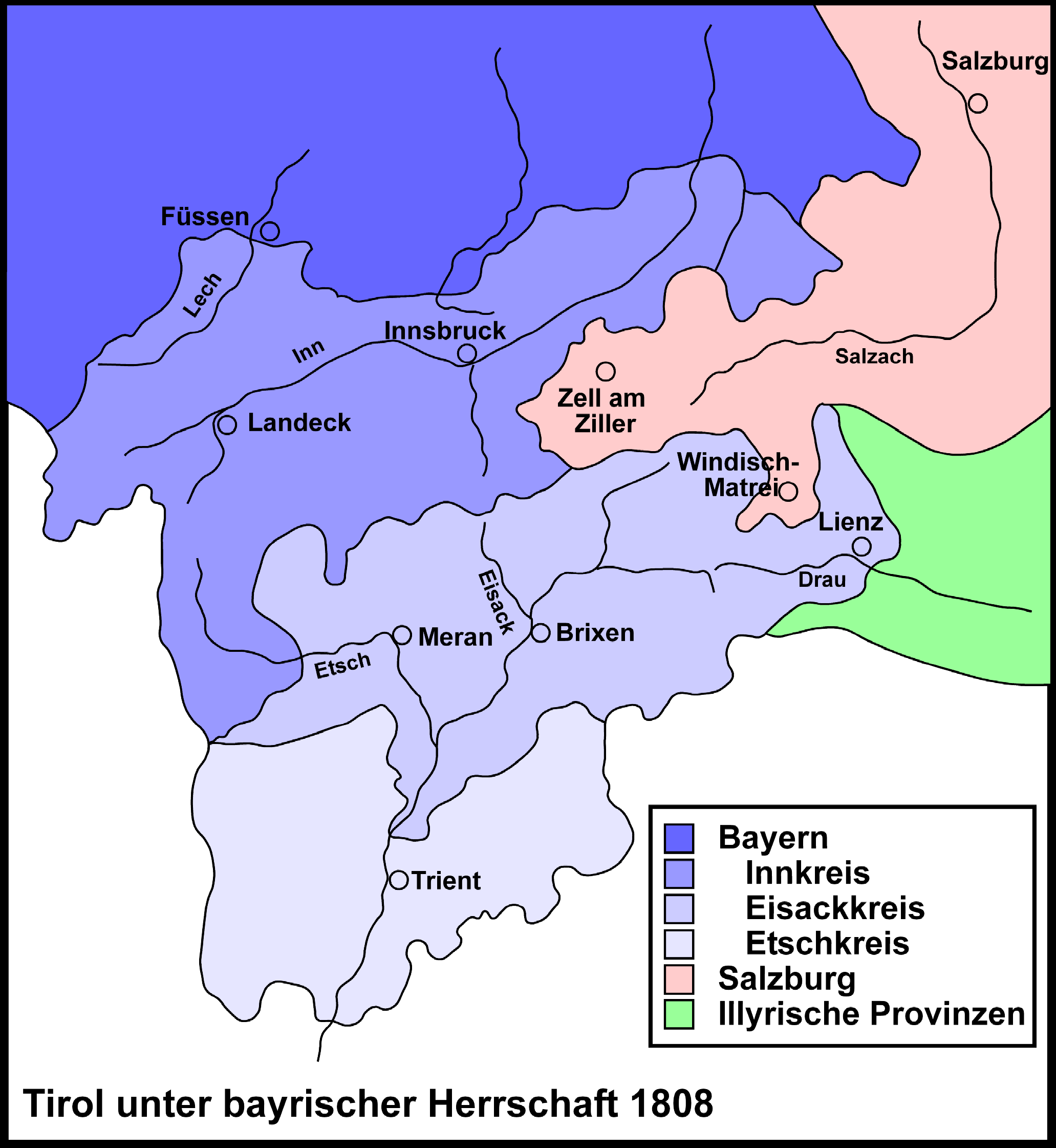
Das Landgericht Stenico im Etschkreis 1808

Das Landgericht Stenico war ein von 1805 bis 1810 bestehendes bayerisches Landgericht älterer Ordnung mit Sitz in Stenico im Trentino. Die Landgerichte waren im Königreich Bayern Gerichts- und Verwaltungsbehörden.
Im Jahr 1805 wurde nach dem Frieden von Pressburg im Verlauf der Verwaltungsneugliederung Bayerns das Landgericht Stenico errichtet. Dieses wurde nach der Gründung des Königreichs Bayern dem Etschkreis zugeschlagen, dessen Hauptstadt Trient war. 
Im Jahr 1810 wurde der Etschkreis an das napoleonische Königreich Italien abgetreten.

## Beamte des Landgerichts
Die Namen der Beamten des Landgerichts Stenico im Jahr 1809 lassen sich aus dem Königlich-Baierischen Regierungsblatt entnehmen.
- Erster Assessor: Andreas von Corradi
- Zweiter Assessor: Daniel von Grandl